# Lienardia mighelsi
Lienardia mighelsi är en snäckart. Lienardia mighelsi ingår i släktet Lienardia och familjen Turridae. Inga underarter finns listade i Catalogue of Life.